# Fertőszentmiklós
Fertőszentmiklós è un comune di 3 873 abitanti situato nella contea di Győr-Moson-Sopron, nell'Ungheria nordoccidentale.
Qua è nato l'arcivescovo cattolico Csaba Ternyák.